# Erkenek, Doğanşehir
Erkenek là một thị trấn thuộc huyện Doğanşehir, tỉnh Malatya, Thổ Nhĩ Kỳ. Dân số thời điểm năm 2011 là 4.644 người.